# Rolls Royce Clyde
El Clyde (RB39) fue el primer turbohélice diseñado para este propósito de Rolls-Royce.

## Diseñado y desarrollo
El Clyde usaba un diseño doble, con un compresor axial para la etapa de baja presión, y un compresor centrífugo de simple lado para la etapa de alta presión. La primera versión producía 4.030 hp y fue seleccionado como el motor principal del avión de ataque Westland Wyvern, pero el motor nunca entró en plena producción porque Ernest Hives consideró que el futuro estaba en los reactores puros. El Wyverns fue equipado en su lugar con el Armstrong Siddeley Python.

## Especificaciones (Clyde)
- Tipo: Turbohélice
- Peso: 1270 kg
- Combustión: Nueve cámaras

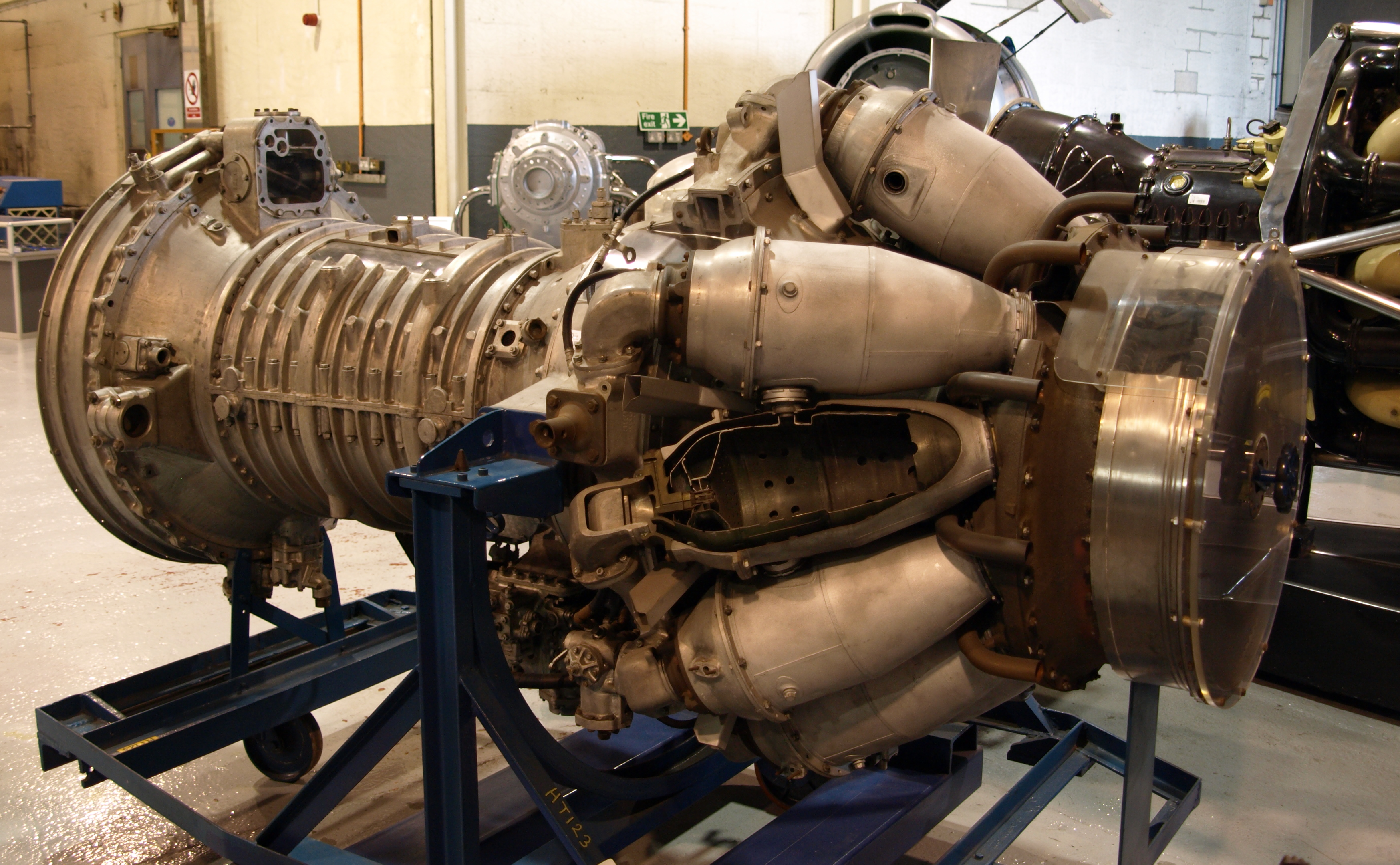
Vista desde un costado con una cámara de combustión seccionada.

- Potencia: 2250 kW al eje (3020 shp) más 556 kg de empuje a 6000 rpm (2600 kW, 3490 eshp).